# Pseudagrion furcigerum
Pseudagrion furcigerum – gatunek ważki z rodziny łątkowatych (Coenagrionidae). Jest endemitem Południowej Afryki.
Imago lata od połowy października do końca maja. Długość ciała 35–36 mm. Długość tylnego skrzydła 20,5–21 mm.